# Iahan Reith
Iahan Reith, Jahann Reeth  (Ve siècle) est un prince légendaire de Cornouaille.

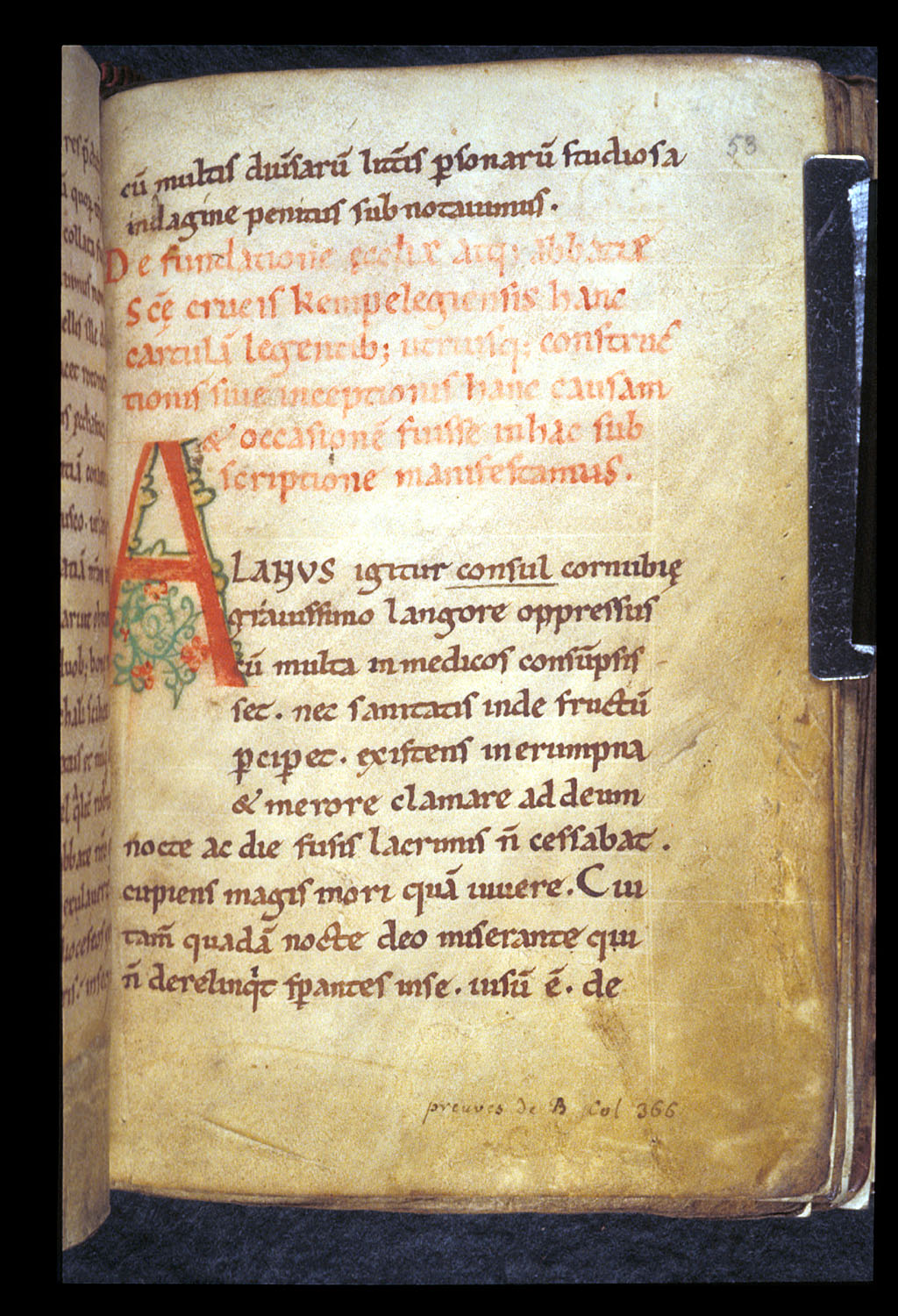
Le cartulaire de Quimperlé, contemporain de celui de Landévennec, dans lequel est située la liste des rois.

## Origine
Iahan est mentionné dans la liste de comtes de Cornouaille insérée dans le Cartulaire de Landévennec et le Cartulaire de Quimperlé, tous deux du XIIe siècle, ainsi que dans le Cartulaire de Quimper plus tardif, du milieu du XIVe siècle
[...]
- Daniel Drem Rud Alammanis [Al/a/banni ? =les bretons insulaires] rex fuit
- Budic et Maxenri duo fratres.
- Iahan Reith. Huc rediens, Marchel interfecit, et paternum consulatum recuperavit [ce commentaire doit en réalité être plus probablement appliqué à la ligne du dessus]
- Daniel Unua
- Gradlon Flam

[...]

## Contexte
Il semble que l'ordre des noms soit inversé et que Iahan Reith devrait être le premier mentionné car, selon la vita de Saint Méloir, rédigée au XIIe siècle:
« Il y eut chez les Bretons d'outremer un homme noble appelé Iaun surnommé la Loi ou la Règle. Ce personnage issu de race royale possédait beaucoup de terres, de serviteurs et de trésors. On l'avait appelé la Loi ou la Règle parce qu'il appliquait très justement aux individus les préceptes de la loi divine. Ayant appris la désolation causées par les ravages des Frisons et de leur duc Corsold à notre Cornouaille désertée... Cet homme traversa la mer avec une très grande flotte ; il occupa ce pays et s'y installa avec ses compagnons... » . Les deux versions de la vita s'accordent sur le fait que son fils Daniel tient ensuite le royaume que Budic lui succède et enfin les fils de Budic, Meliau et Rivod le premier étant le père du saint.
Le chroniqueur Albert le Grand, au XVIIe siècle, transforme naturellement Iahan en Jean sur la base de la racine hébraïque Yohanan, de même sens. Mais en vieux gallois
iaaun, iaun ou iawn signifie en réalité juste, droit, équitable soit le droit ou la règle. Le second terme reith ou rhaith veut dire loi ou verdict. En vieux breton, Iaun Reith signifie donc La Règle et la Loi . Il devient ainsi clair que c'est du Iahan Reith dont il s'agit dans ces récits. Le duc « Corsoldus » mentionné est manifestement une erreur et correspond à celui de la l'antique cité de Corseul près de Dinan dans les Côtes-d'Armor, dont le nom émane de celui des Coriosolites.
Contradictoirement, Bernard Merdrignac avance l'hypothèse que ce surnom de Iahan Reith, comparable à une épithète telle que « le juste » ou « l'équitable », s'applique en fait au fils de Budic de Cornouaille nommé Thierry par Grégoire de Tours c'est-à-dire Théodoric ou Tewdrig, exilé en Bretagne insulaire après la mort de son père 

## Sources
- (en) Peter Bartrum, A Welsh classical dictionary: people in history and legend up to about A.D. 1000, Aberystwyth, National Library of Wales, 1993, p. 429 IAHAN REITH, prince of Cornouaille. (420).
- Arthur de La Borderie Histoire de la Bretagne en VI tomes réédition Joseph Floch Mayenne (1975). Tome I « Iaun Reith, chef de l'émigration cornavienne ».
- Bernard Merdrignac, D'une Bretagne à l'autre. Les migrations bretonnes entre histoire et légendes, Rennes, Presses universitaires de Rennes, 2012, 292 p. (ISBN 9782753517769), p. 120,122-24,182,184,189,223,244
- André Chédeville & Hubert Guillotel, La Bretagne des saints et des rois : Ve – Xe siècle, Rennes, Ouest-France Université, 1984 (ISBN 2858826137), p. 77-82 Les princes de Cornouaille